# Francisco Mendoza (Fußballspieler)
Francisco Juan Mendoza Martínez (* 29. April 1985 in El Salto, Jalisco), auch bekannt unter dem Spitznamen Pancho, ist ein ehemaliger mexikanischer Fußballspieler, der vorwiegend im Mittelfeld agierte.

## Leben
Der in einem Vorort von Guadalajara geborene Mendoza erhielt seine fußballerische Ausbildung in der Jugendabteilung von Deportivo Guadalajara. Bei diesem Verein stand Mendoza während seiner gesamten Profi-Laufbahn unter Vertrag, wenngleich er für ihn nur zu 3 Einsätzen in der höchsten mexikanischen Spielklasse kam, die er alle in der Clausura 2009 absolvierte. Ansonsten spielte Mendoza stets auf Leihbasis für andere Vereine; zunächst das Farmteam CD Tapatío, das 2004 zu Chivas La Piedad umgewandelt worden war, und anschließend für den US-Ableger des Vereins, CD Chivas USA, in dessen Reihen Mendoza sich zum mexikanischen Spieler mit den meisten Einsätzen in der Major League Soccer entwickelte. Im Umkehrschluss gilt Mendoza – zumindest nach Ansicht der Fußball-Website 90Min – als eine der größten Enttäuschungen in der Geschichte des Muttervereins aus Guadalajara.